# ZVH Volleyball
ZVH Volleyball (früher Ortec Rotterdam Nesselande oder VC Nesselande) ist ein niederländischer Volleyball-Verein aus Zuidplas, der in der zweiten niederländischen Liga spielt.

## Nationale Liga und Pokal
Der Pokalsieg 1989 war der erste Titel für den Verein. 1990 gewann Nesselande das Double aus Meisterschaft und Pokal. Ein Jahr später gelang die Titelverteidigung im Pokalwettbewerb und 1992 wurde die Mannschaft erneut niederländischer Meister. 1998 folgte eine weitere Meisterschaft. Der nächste Titelgewinn in der Liga gelang Nesselande 2004. Die folgende Saison wurde zum bisher erfolgreichsten Jahr für den Verein, der neben dem nationalen Double auch den Supercup gewann. 2006 wurde die Mannschaft zum dritten Mal in Folge nationaler Meister. Außerdem gewann sie 2006 und 2007 erneut den Pokal. 2009 und 2011 hieß der niederländische Meister ebenfalls VC Nesselande.

## Europapokal
Nesselande erreichte in der Saison 2004/05 das Finale im Top Teams Cup und wurde nach einer Niederlage gegen den Final-Four-Gastgeber Olympiakos Piräus Zweiter. In der folgenden Saison nahm die Mannschaft an der Champions League teil und unterlag als Gruppendritter in der ersten Playoff-Runde gegen Dynamo Moskau. In der Vorrunde der Champions League 2006/07 traf Nesselande u. a. auf die Top 3 des Vorjahres und schied als Gruppenletzter aus. In der Europapokal-Saison 2007/08 unterlagen die Niederländer zunächst in der ersten Runde des CEV-Pokals gegen Fakel Nowy Urengoi; anschließend erreichten sie im Challenge Cup das Viertelfinale und verloren dort den Golden Set gegen Resovia Rzeszów. In der folgenden Saison schieden sie im Achtelfinale des CEV-Pokals gegen GC Lamia aus.